# Raquel Notar
Raquel Notar (Buenos Aires, 1892 - Buenos Aires, 1958) fue una popular actriz de la época dorada cinematográfica y una recitadora y cancionista argentina.

## Biografía
Nacida en el Barrio Flores Buenos Aires, hija de padres artistas, su madre la actriz Orfilia Rico. Su hermana era la también actriz y cancionista María Luisa Notar.
Primera actriz momentáneamente retirada de las tablas, actuó con mucho éxito en radiotelefonía, habiéndose especializado en la transmisión de tangos. Su hijo es el actor Antuco Telesca.

## Carrera
Fue una importante actriz característica, con una intensa carrera teatral y radiofónica.

### Filmografía
- 1945: Las seis suegras de Barba Azul.
- 1947: El misterioso tío Sylas, en el papel de la Posadera.
- 1947: Tela de araña.
- 1949: La trampa, en el destacado rol de la Sra. Sucedo, la mucama.[1]

### Teatro
1954: Sólo puedo darte amor, junto a Roberto Escalada.
Prestó funciones durante 1938  junto a Celestino Corines, Edelmiro Garrido y Atilio Malbert, entre muchos otros. También hizo obras en el Teatro Coliseo Podestá en La Plata.

### Radio
En la década del 1930 hizo el radioteatro Mastandrea integrado por Mecha Caus, Máximo Orsi y Juan M. Velich, entre otros.
En 1933 integró el conjunto de Andrés González Pulido, Chispazos de tradición, junto con Domingo Sapelli, Mario Amaya, Amelia Ferrer, Salvador Frías y Ernesto Calvet. Emitiéndose por Radio Nacional, que por ese entonces se llamaba Radio Belgrano, de la mano de Jaime Yankelevich.
En 1933 creó su propia compañía radiofónica junto a Máximo Orsi.

### Etapa como cancionista
Tanto Raquel Notar como su hermana María Luisa, fueron las pioneras del tango cantado por mujeres, sus carreras fueron tan paralelas que aún existen dudas sobre cual hizo determinados temas.
En 1928 interpretó los vals Amor pagano y la ranchera Maíz frito junto a la orquesta del popular director Juan D'Arienzo, para el sello Electra. Con este mismo un año más tarde participó en el tango de 1929, La Cumparsita junto a la orquesta.
En 1930 escribió  la letra del tango Golondrina, con  música de Sebastián Piana, que luego se publicó en la Editorial "Blasón de Oro".